# Équipe de France féminine de football des moins de 21 ans
Cet article traite de l'équipe féminine. Pour l'équipe masculine, voir Équipe de France espoirs de football.
Maillots
Cet article traite de l'équipe de France féminine de football des moins de 21 ans.

## Résultats
Le tableau suivant recense les rencontres de l'équipe de France féminine de football des moins de 21 ans. Le nombre de buts marqués par l'équipe est indiqué en premier dans le score.
| Match | Saison    | Date             | Adversaire     | Score | Lieu                         | Compétition  |
| ----- | --------- | ---------------- | -------------- | ----- | ---------------------------- | ------------ |
| 1     | 2000-2001 | 17 février 2001  | Finlande       | 1-1   | France, Clairefontaine       | Match amical |
| 2     | 2000-2001 | 10 avril 2001    | Suède          | 0-0   | France, Troyes               | Match amical |
| 3     | 2000-2001 | 9 juin 2001      | Québec         | 3-0   | France, Clairefontaine       | Match amical |
| 4     | 2001-2002 | 17 novembre 2001 | Fulham LFC     | 1-4   | Angleterre, Londres          | Match amical |
| 5     | 2001-2002 | 8 mai 2002       | Norvège        | 2-3   | Norvège, Halden              | Match amical |
| 6     | 2001-2002 | 5 juin 2002      | Suède          | 2-2   | Suède, Uppsala               | Match amical |
| 7     | 2002-2003 | 19 février 2003  | Norvège        | 1-0   | Espagne, La Manga            | Match amical |
| 8     | 2002-2003 | 21 février 2003  | Norvège        | 0-2   | Espagne, La Manga            | Match amical |
| 9     | 2002-2003 | 19 mars 2003     | Italie         | 1-0   | Italie, Gênes                | Match amical |
| 10    | 2003-2004 | 18 février 2004  | Norvège        | 2-1   | Espagne, La Manga            | Match amical |
| 11    | 2003-2004 | 20 février 2004  | Norvège        | 0-5   | Espagne, La Manga            | Match amical |
| 12    | 2003-2004 | 13 mars 2004     | Italie         | 1-0   | France, La Sauvetat-du-Dropt | Match amical |
| 13    | 2004-2005 | 23 novembre 2004 | FCF Juvisy     | 0-3   | France, Clairefontaine       | Match amical |
| 14    | 2004-2005 | 18 février 2005  | Norvège        | 1-1   | Espagne, La Manga            | Match amical |
| 15    | 2004-2005 | 21 février 2005  | Norvège        | 3-1   | Espagne, La Manga            | Match amical |
| 16    | 2004-2005 | 25 mai 2005      | Suède          | 2-4   | Suède, Tranås                | Match amical |
| 17    | 2005-2006 | 5 novembre 2005  | Luxembourg     | 8-0   | France, Clairefontaine       | Match amical |
| 18    | 2005-2006 | 18 février 2006  | Norvège        | 0-2   | Espagne, La Manga            | Match amical |
| 19    | 2005-2006 | 21 février 2006  | Norvège        | 0-0   | Espagne, La Manga            | Match amical |
| 20    | 2005-2006 | 12 mars 2006     | Suède          | 3-1   | France, Clairefontaine       | Match amical |
| 21    | 2006-2007 | 22 novembre 2006 | Angleterre     | 1-1   | Angleterre, Exeter           | Match amical |
| 22    | 2006-2007 | 12 février 2007  | Norvège        | 0-2   | Espagne, Cartagena           | Match amical |
| 23    | 2006-2007 | 16 février 2007  | Angleterre     | 1-0   | Espagne, Cartagena           | Match amical |
| 24    | 2007-2008 | 27 janvier 2008  | France A       | 0-2   | France, Le Pontet            | Match amical |
| 25    | 2007-2008 | 23 avril 2008    | France -19 ans | 2-0   | France, Auch                 | Match amical |
| 26    | 2007-2008 | 7 mai 2008       | France -19 ans | 1-1   | France, Saint-Brieuc         | Match amical |

## Personnalités

### Sélectionneur
Gérard Prêcheur est sélectionneur de l'équipe de la saison 2000-2001 à la saison 2003-2004. Le poste est alors occupé par Yvan David à partir de la saison 2004-2005.

### Effectif de la saison 2007-2008
- Audrey Arraby (FF Nord Allier)
- Mériame Benabdelwahab (Paris Saint-Germain)
- Laure Boulleau (Paris Saint-Germain)
- Mélodie Coudray (Le Mans UC 72)
- Morgane Courteille (Paris Saint-Germain)
- Julia Dany (Juvisy FCF)
- Nonna Debonne (Paris Saint-Germain)
- Sabrina Delannoy (Paris Saint-Germain)
- Coralie Ducher (Ol. Lyonnais)
- Alexandra Guiné (Juvisy FCF)
- Jessica Houara (Saint-Étienne)
- Audrey Lacaze (Montpellier HSC)
- Corinne Lebailly (FC Vendenheim)
- Émilie L'Huillier (Paris Saint-Germain)
- Ophélie Meilleroux (ASJ Soyaux)
- Claire Morel (ASJ Soyaux)
- Aurélie Mula (Paris Saint-Germain, forfait le 06/02/07)
- Aurore Pegaz (Ol. Lyonnais)
- Anne-Laure Perrot (Ol. Lyonnais)
- Julie Perruzzetto (Toulouse FC)
- Caroline Pizzala (Paris st Germain)
- Véronique Pons (Ol. Lyonnais)
- Julie Soyer (Montpellier HSC)
- Lætitia Stribick-Burckel (ASJ Soyaux)
- Gaétane Thiney (US Compiègne)
- Aurélie Travers (Le Mans UC 72)

### Encadrement 2007-2008
- Chef de délégation : Christine Diard
- Entraîneur national-Sélectionneur : Yvan David
- Entraîneur Adjoint : Franck Doudet (CTD Manche)
- Entraîneur gardiennes de but : José Planas (CTD Puy-de-Dôme)
- Médecin : Christophe Picot
- Kinésithérapeute : Franck Moreau